# Dietro le linee nemiche - Seal Team 8
Dietro le linee nemiche - Seal Team 8 (Seal Team Eight: Behind Enemy Lines) è un film del 2014 diretto da Roel Reiné.

## Trama
Una squadra di US Navy Seal guidata dal Comandante Ricks è impegnata in una missione non autorizzata e ad alto rischio nel cuore dell'Africa.

## Produzione e distribuzione
Il film è stato girato in Sudafrica.